# Aloe muirii
Aloe muirii é uma espécie de liliopsida do gênero Aloe, pertencente à família Asphodelaceae.